# نفتالي دياز
نفتالي دياز (بالإسبانية: Neftalí Díaz)‏ هو لاعب كرة قدم بنمي في مركز الهجوم، ولد في 15 ديسمبر 1971 في مدينة بنما في بنما. شارك مع منتخب بنما لكرة القدم. أما مع النوادي، فقد لعب مع بيلا فيستا ونادي سانتانيكوس أسوشيتد.

## وصلات خارجية
- نفتالي دياز على موقع قاعدة بيانات كرة القدم.إي يو (الإنجليزية)
- نفتالي دياز على موقع ناشيونال فوتبول تيمز (الإنجليزية)
- نفتالي دياز على موقع Soccerbase.com (لاعب) (الإنجليزية)
- نفتالي دياز على موقع Soccerway.com (الإنجليزية)
- نفتالي دياز على موقع عالم كرة القدم.نت (الإنجليزية)